# État de Gombe
Pour les articles homonymes, voir Gombe.
Gombe est un État du nord-est du Nigeria.

## Géographie
L'État est bordé au sud par l'État de Taraba, à l'ouest par l'État de Bauchi, au nord-est par l'État de Yobe, à l'est par 'État de Borno et au sud-est par l'État d'Adamawa.
| Bauchi | Yobe          | Yobe    |
| Bauchi | État de Gombe | Borno   |
|        | Taraba        | Adamawa |

Les principales villes sont Gombe et Kaltungo.

## Divisions
L'État de Gombe est divisé en 11 zones de gouvernement local : Akko, Balanga, Billiri, Dukku, Funakaye, Gombe, Kaltungo, Kwani, Nafada, Shomgom et Yamaltu-Deba.

## Économie
Les autorités de l’État, affiliées au Parti démocratique populaire (PDP), la formation d’opposition, annoncent en 2020 suspendre la loi sur le salaire minimum.